# Iglesiente

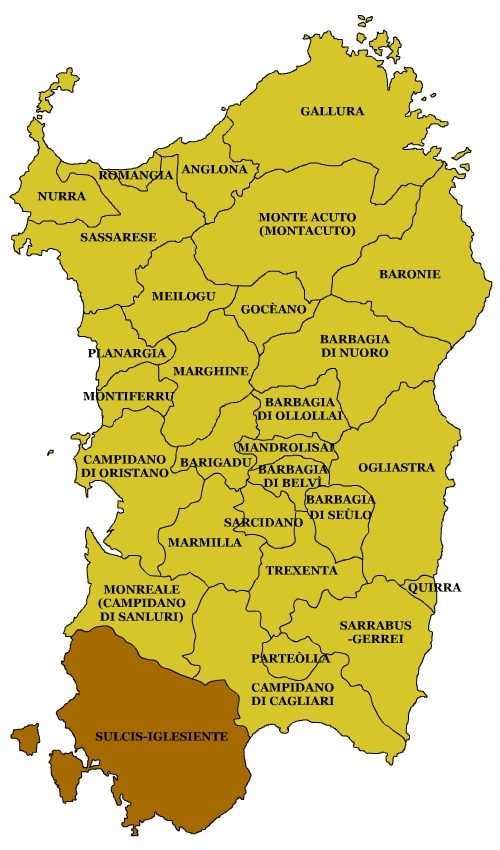
Sulcis-Iglesiente en Sardaigne.

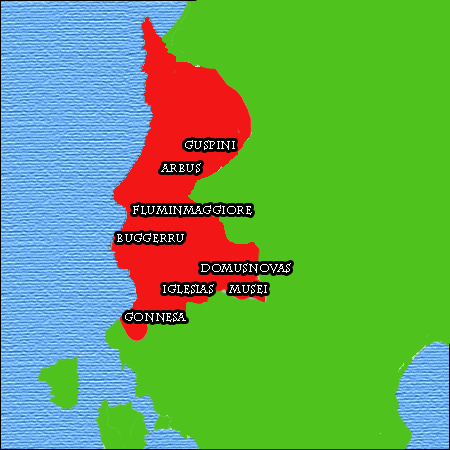
La région homogène Iglesiente

L'Iglesiente est un territoire de Sardaigne qui va de la partie sud-ouest de l'île, partie intégrante avec le Sulcis de la région historico-géographique du Sulcis-Iglesiente. L'Iglesiente est néanmoins une région homogène par ses us et coutumes, traditions populaires, diocèse, culture et langue commune à celle de la ville d'Iglesias à l'origine de son nom. Administrativement, le territoire est rattaché, depuis la réforme territoriale de 2016, à la province du Sud-Sardaigne.

## Communes principales
- Villacidro (en sarde : Bidd'e Xidru)
- Guspini  (Gùspini)
- Gonnosfanadiga (Gonnos)
- Arbus  (Àrbus)
- Vallermosa (Biddaramosa ou Bidd'Ermosa)
- Iglesias (Igrèsias)
- Domusnovas (Domunoas)
- Gonnesa (Gonnesa ou Conesa)
- Siliqua (Silicua)
- Villamassargia (Bidda Matzràxa o Bidd'e Matzràxia)
- Fluminimaggiore (Frùmini Mayori)
- Musei (Musei)
- Buggerru (Bugerru ou Bujèrru)